# Cines Nilo y Mayo
Los Cines Nilo y Mayo fueron dos salas de exhibición de películas que funcionaron en el centro de Santiago de Chile entre 1958 y 2019.

## Historia

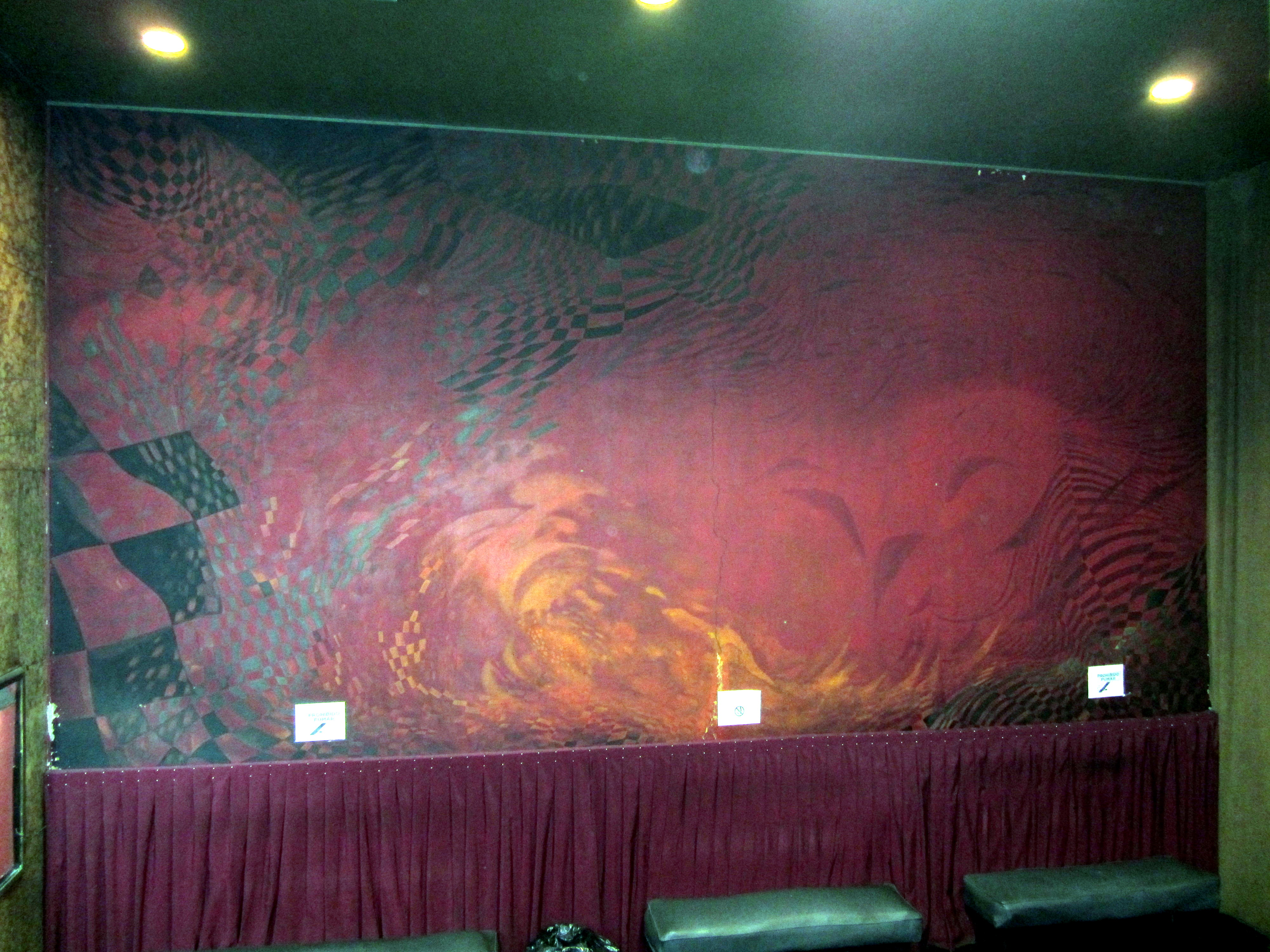
Mural Terremoto, obra de Nemesio Antúnez ubicado en el vestíbulo del cine Nilo.

La construcción que alberga a los cines, ubicados bajo la galería comercial Portal Plaza de Armas, está elaborada en estilo moderno, existiendo en el primer subterráneo el cine Nilo, con una sala de 600 m², y en el segundo subterráneo el cine Mayo que poseía una sala de 685 m². El edificio y los cines fueron diseñados en 1953 y construidos entre 1954 y 1955 por los arquitectos Sergio Larraín García-Moreno, Emilio Duhart, Jaime Sanfuentes y Osvaldo Larraín junto con el resto de la galería comercial.
En 1958 Emilio Duhart y Sergio Larraín García-Moreno convocaron un concurso para decorar el hall de acceso de los cines, que serían inaugurados en ese mismo año; se escogió a Nemesio Antúnez para que pintara un mural, que fue denominado «Terremoto» y elaborado durante 20 días en una superficie de 30 m². Dicho mural sufrió daños producto del terremoto del 27 de febrero de 2010 y al año siguiente fue declarado Monumento Nacional.
Ambas salas de cine fueron inauguradas el 30 de mayo de 1958 con un festival de cine soviético; su propietario en el momento de su apertura era E. Selman y Cía. Ltda., en conjunto reunían alrededor de 1000 butacas y contaba con proyectores construidos en Chile por la empresa Llopis y con un sistema de sonido fabricado por Philips.
Desde 1960 el cine fue arrendado por la Sociedad Cinematográfica Socine Ltda. —perteneciente a Luis Jorge Gana Matte y Felipe Mauricio Gana Eguiguren y que también administra el cine Capri—, mientras que el propietario del edificio era Inversiones Cochamó. Los cines funcionaban en los años 1980 con exhibiciones de películas picarescas y de artes marciales, pasando en la década siguiente a emitir filmes eróticos y a partir del año 2000 inició la exhibición de películas pornográficas explícitas. En el mismo tiempo ambos cines se convirtieron en lugares de cruising y encuentro de homosexuales, así como también se denunció presencia de prostitución y tráfico de drogas. Uno de las últimas acciones policiales al interior de estos recintos fue en el cine Mayo el 23 de julio de 2010, donde fueron detenidos 12 hombres.
El 30 de mayo de 2019, y tras gestiones realizadas por la Corporación de Desarrollo de Santiago, la administración de la galería comercial terminó el contrato con los arrendatarios de los cines (Sociedad Cinematográfica Andes Limitada), cerrando sus puertas el 7 de junio. Entre las opciones que se evaluaban para reconvertir los cines estaba el habilitar los espacios como un gimnasio comunitario, un jardín infantil o un salón de eventos, sin embargo el estallido social y la pandemia de COVID-19 generaron una redistribución de los recursos municipales, la cual finalmente desistió de la reconversión de los cines y estos fueron devueltos a sus dueños, quienes los pusieron a la venta. En noviembre de 2024 se anunció que los nuevos compradores de los cines los destinarían como bodegas, pero antes un equipo de la Cineteca Nacional logró rescatar los últimos equipos cinematográficos que quedaban en el lugar, como sus proyectores originales, algunos carteles que estaban en el techo del edificio con el nombre de los cines, avisajes y estantes donde se ponían los afiches de las películas.
Los cines fueron arrasados por un incendio ocurrido el 10 de julio de 2025, el que tardó casi un día en ser controlado.